# Campeonato Brasiliense 2009
In 2009 werd het 51ste Campeonato Brasiliense gespeeld voor clubs uit het Federaal District, waartoe de hoofdstad Brasilia behoort. De competitie, ook wel Candangão genaamd, werd georganiseerd door de FBF en werd gespeeld van 18 januari tot 3 mei. Brasiliense werd kampioen.

## Eerste toernooi
| Plaats | Club         | Wed. | W  | G | V  | Saldo | Ptn. |
| ------ | ------------ | ---- | -- | - | -- | ----- | ---- |
| 1.     | Brasiliense  | 14   | 10 | 3 | 1  | 32:9  | 33   |
| 2.     | Dom Pedro II | 14   | 7  | 3 | 4  | 22:18 | 24   |
| 3.     | Brasília     | 14   | 7  | 2 | 5  | 22:17 | 23   |
| 4.     | Gama         | 14   | 5  | 5 | 4  | 20:20 | 20   |
| 5.     | Luziânia     | 14   | 5  | 4 | 5  | 17:20 | 19   |
| 6.     | Ceilândia    | 14   | 4  | 4 | 6  | 18:20 | 16   |
| 7.     | Legião       | 14   | 4  | 3 | 7  | 19:22 | 15   |
| 8.     | Brazlândia   | 14   | 1  | 2 | 11 | 10:34 | 5    |

|  | Geplaatst voor tweede toernooi |
|  | Degradatie                     |

## Tweede toernooi
| Plaats | Club         | Wed. | W | G | V | Saldo | Ptn. |
| ------ | ------------ | ---- | - | - | - | ----- | ---- |
| 1.     | Brasiliense  | 6    | 3 | 2 | 1 | 9:2   | 11   |
| 2.     | Brasília     | 6    | 3 | 0 | 3 | 8:8   | 9    |
| 3.     | Gama         | 6    | 2 | 2 | 2 | 6:5   | 8    |
| 4.     | Dom Pedro II | 6    | 1 | 2 | 3 | 3:11  | 5    |

|  | Finale om de titel |

### Finale
|               |           |       |                          |                                            |
| 25 april Heen | Brasília  | 1 – 2 | Brasiliense              | Estádio do CAVE, Guará Toeschouwers: 3.532 |
| 25 april Heen | Chefe 14' |       | 23' Cris 69' Rodriguinho | Estádio do CAVE, Guará Toeschouwers: 3.532 |

|             |                       |       |          |                                         |
| 3 mei Terug | Brasiliense           | 2 – 0 | Brasília | Serejão, Taguatinga Toeschouwers: 7.620 |
| 3 mei Terug | Ailson 43' Edinho 72' |       |          | Serejão, Taguatinga Toeschouwers: 7.620 |

### Kampioen
| Campeonato Brasiliense de 2009  |
| Federaal District               |
| ------------------------------- |
| BRASILIENSE Kampioen (6° titel) |